# Théo Delacroix
Pour les articles homonymes, voir Delacroix.

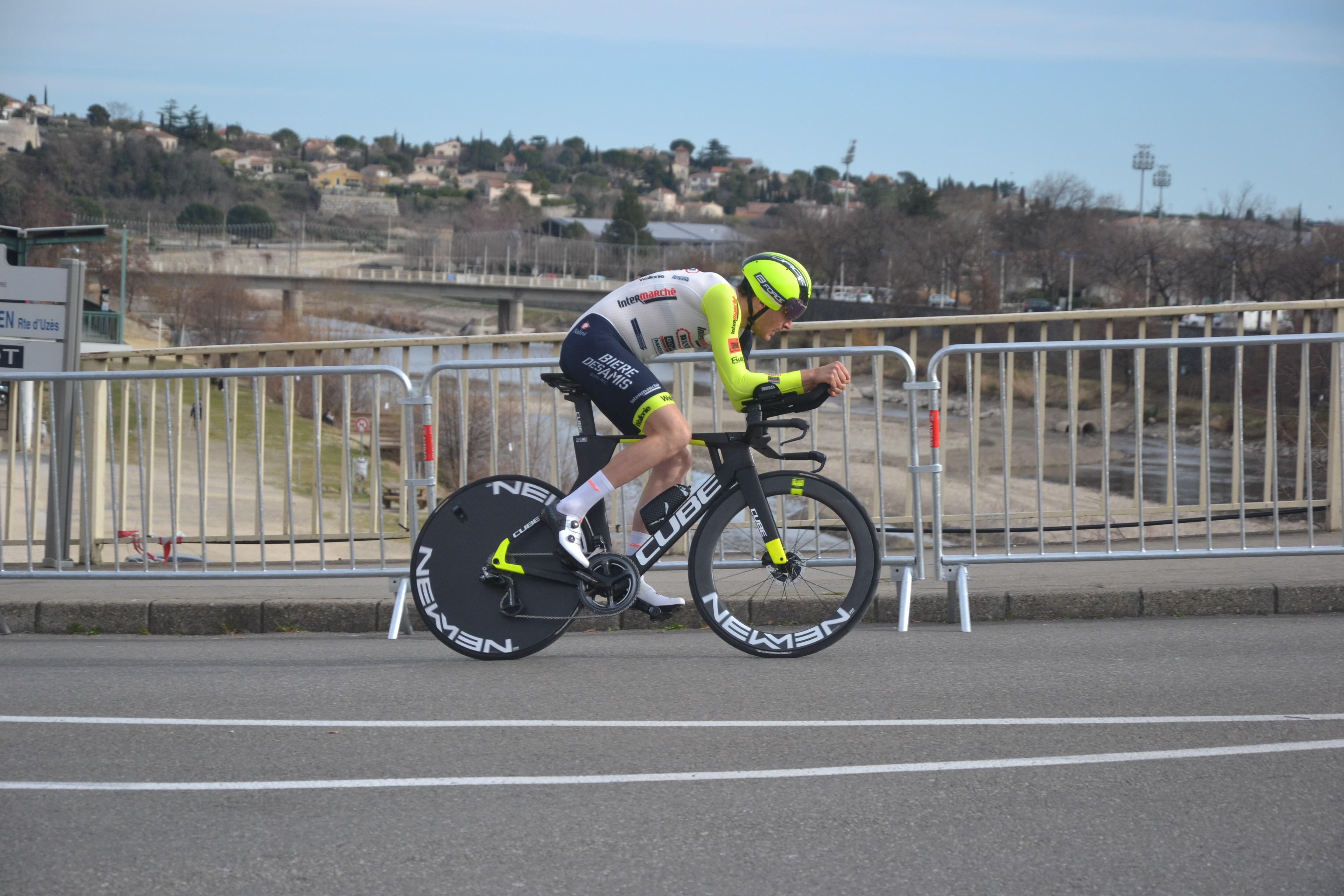
5e étape de l’Étoile de Bessèges 2022

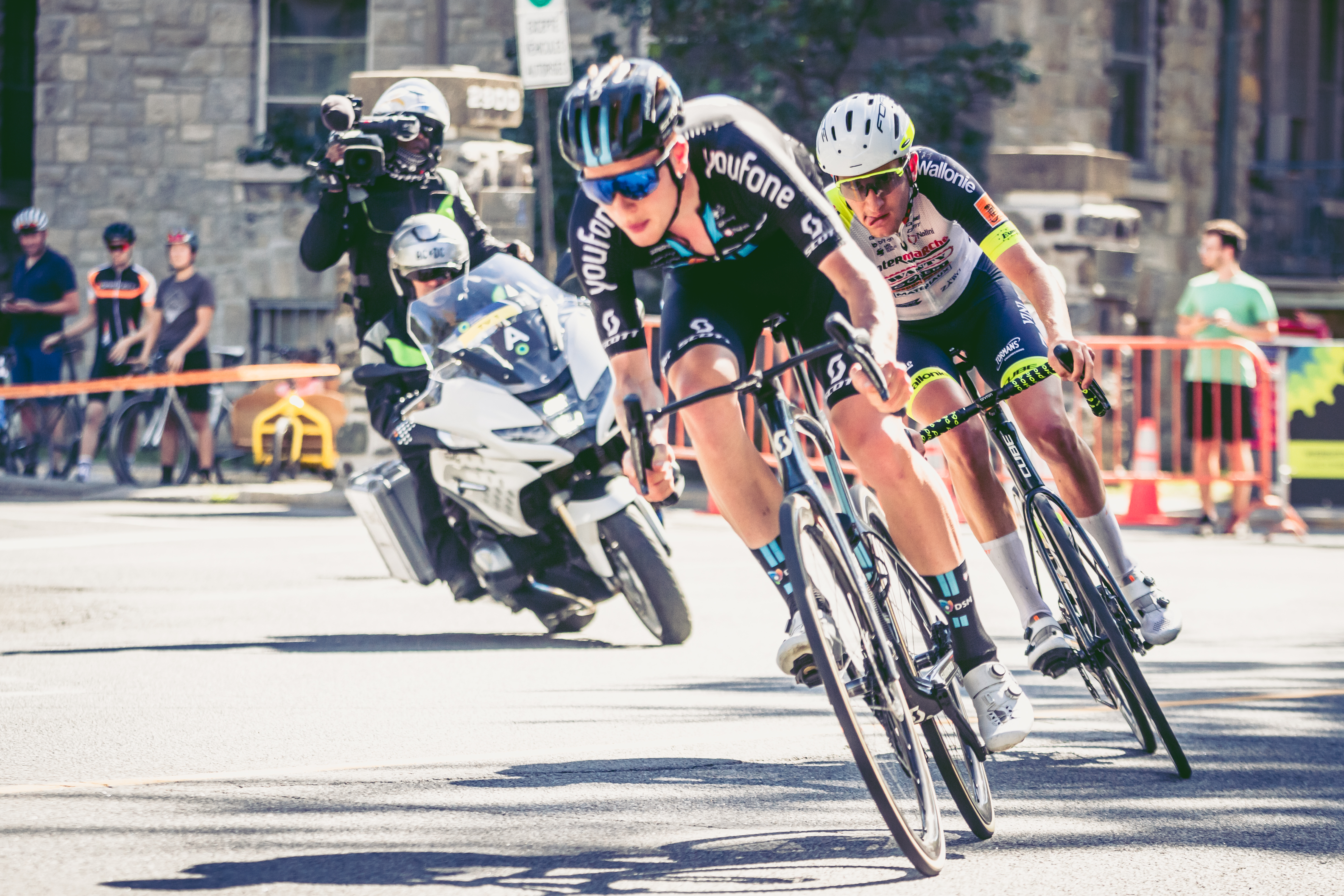

Théo Delacroix, né le 21 février 1999 à Lons-le-Saunier (Jura), est un coureur cycliste français.

## Biographie

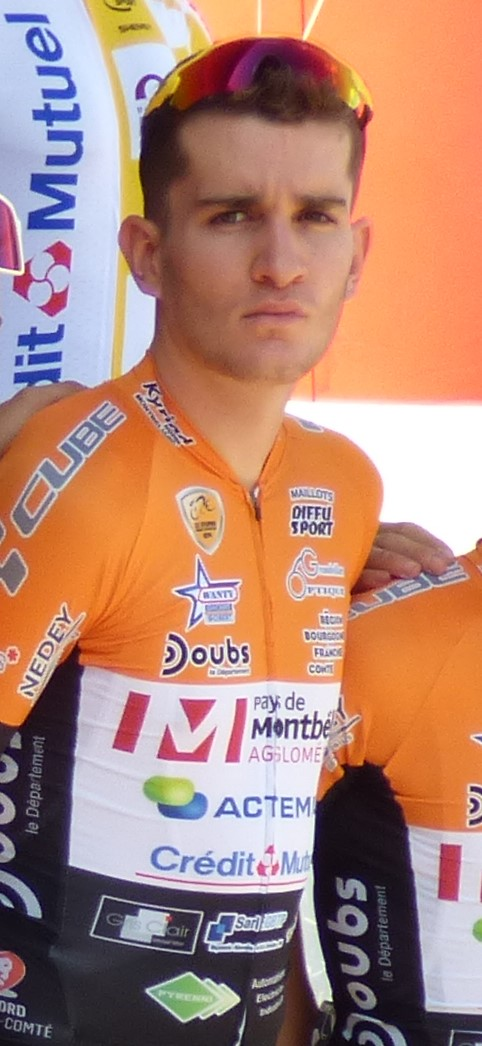
Théo Delacroix au Tour Alsace 2019

Originaire de Lons-le-Saunier, Théo Delacroix commence le cyclisme à l'âge de 13 ans (minime 2e année) au club de Jura Cyclisme Pays du Revermont.
En 2017, il montre ses qualités de grimpeur en terminant deuxième de la Classique des Alpes juniors (moins de 19 ans). Il rejoint ensuite le CC Étupes en 2018. Il se classe onzième de Liège-Bastogne-Liège espoirs (moins de 23 ans).
Lors de la saison 2019, il termine neuvième Liège-Bastogne-Liège espoirs au printemps Il devient stagiaire chez Wanty-Gobert à partir du mois d'août. Avec cette équipe, il dispute le Tour de Burgos au service de Guillaume Martin, leader désigné et lui-même ancien coureur du CC Étupes. Peu de temps après, il est sacré champion de France espoirs à Beauvais, sous les couleurs de son comité régional,. Le 27 septembre, il participe aux championnats du monde disputés dans le Yorkshire avec l’équipe de France espoirs.
Il signe un contrat professionnel avec l'UCI ProTeam belge Circus Wanty Gobert à partir d'août 2020. Dans la foulée, il participe à son premier monument, le Tour de Lombardie. En 2021 et 2022, il évolue dans la même formation qui se nomme désormais Intermarché-Wanty-Gobert Matériaux.
En 2023, il rejoint l’équipe continentale française Saint Michel-Auber 93

## Palmarès
- 2017
  - 2e de la Classique des Alpes juniors
- 2018
  - 4e étape des Quatre Jours des As-en-Provence (contre-la-montre par équipes)
- 2019
  -  Champion de France sur route espoirs
  - 3e de la Nocturne de Bar-sur-Aube
- 2023
  - 2e du Grand Prix de Plouay (1.2)
- 2024
  - Grand Prix de la ville de Pérenchies
  - 2e du Tour d'Eure-et-Loir

## Classements mondiaux
| Année                                 | 2019  | 2020 | 2021 | 2022  | 2023  | 2024 |
| ------------------------------------- | ----- | ---- | ---- | ----- | ----- | ---- |
| Classement mondial                    | 1187e | nc   | nc   | 2217e | 1319e | 614e |
| UCI Europe Tour                       | 832e  | nc   | nc   | 1395e | nc    | nc   |
|                                       |       |      |      |       |       |      |
| Légende : nc = non classéSource : UCI |       |      |      |       |       |      |